# Fay Bainter
Fay Okell Bainter (Los Angeles, Califórnia, EUA., 7 de dezembro de 1893 — Los Angeles, Califórnia, EUA., 16 de abril de 1968) foi uma atriz estadunidense. Ela era tia da atriz Dorothy Burgess e cunhada da atriz Grace Burgess.

## Biografia
Fay era filha de Charles F. Bainter e Mary Okell. Tornou-se atriz de teatro, estreando com a peça da Broadway The Rose of Panama, em 1912. Em 1918, seu retrato foi pintado por Robert Henri, artista da Ashcan School. Casou com Reginald Venable em 3 de junho de 1921, em Riverside, California.
Fay estreou no cinema com mais de 40 anos, após uma longa carreira teatral, iniciada na Broadway aos 20 anos. Seu primeiro filme foi This Side of Heaven ("A Família"), em 1934, e no mesmo ano trabalhou em Dodsworth, na Broadway. Em 1938, teve sua performance indicada para o Oscar de atriz, em White Banners, e para Oscar de melhor atriz (coadjuvante/secundária) em Jezebel, vencendo esse último. Foi novamente indicada para atriz em 1961, por The Children's Hour, seu último filme.
Fay Bainter faleceu aos 74 anos de pneumonia em Los Angeles. Mediante seu marido, Reginald Venable, ser militar, Bainter foi enterrada no Arlington National Cemetery.
Fay tem uma estrela na Calçada da Fama no 7021 Hollywood Boulevard em Hollywood.

## Filmografia
- This Side of Heaven ("A Família") (1934)
- Quality Street ("A Rua da Vaidade") (1937)
- The Soldier and the Lady (1937)
- Make Way for Tomorrow (1937)
- White Banners ("Novos Horizontes") (1938)
- Jezebel ("Jezebel") (1938)
- Mother Carey's Chickens ("Aves Sem Rumo") (1938)
- The Arkansas Traveler (1938)
- The Shining Hour (1938)
- Yes, My Darling Daughter (1939)
- The Lady and the Mob (1939)
- Daughters Courageous (1939)
- Our Neighbors - The Carters (1939)
- Young Tom Edison (1940)
- Our Town ("Nossa Cidade") (1940)
- A Bill of Divorcement (1940)
- Maryland (1940)
- Babes on Broadway (1941)
- Woman of the Year ("A Mulher do Dia") (1942)
- The War Against Mrs. Hadley (1942)
- Journey for Margaret (1942)
- Mrs. Wiggs of the Cabbage Patch (1942)
- The Human Comedy ("A Comédia Humana") (1943)
- Presenting Lily Mars (1943)
- Salute to the Marines (1943)
- Cry Havoc (1943)
- The Heavenly Body (1944)
- Dark Waters ("Águas tenebrosas") (1944)
- Three Is a Family (1944)
- State Fair (1945)
- The Kid from Brooklyn (1946)
- The Virginian (1946)
- Deep Valley (1947)
- The Secret Life of Walter Mitty (1947)
- Give My Regards to Broadway (1948)
- June Bride (1948)
- Close to My Heart (1951)
- The President's Lady (1953) (br.: "O Destino Me Persegue")
- The Children's Hour (filme) (1961)

## Premiações
- Indicação ao Oscar de Melhor Atriz em White Banners ("Novos Horizontes"), em 1938
- Oscar de Melhor Atriz (coadjuvante/secundária) em Jezebel, em 1938
- Indicação ao Oscar de Melhor Atriz (coadjuvante/secundária) em The Children's Hour (filme) em 1961
- Indicação ao Globo de Ouro de Melhor Atriz (coadjuvante/secundária) em The Children's Hour (filme)  em 1961